# Petar Aranitović
Petar Aranitović ( en serbio Петар Аранитовић, Belgrado, 20 de septiembre de 1994) es un baloncestista serbio. Con 1,94 metros de estatura, juega en la posición de escolta. Es hermano del también baloncestista Aleksandar Aranitović.

## Trayectoria deportiva
Comenzó su carrera profesional en el KK Partizan de su ciudad natal, debutando en Euroliga el 5 de diciembre de 2013 ante el BC Budivelnyk, consiguiendo 2 puntos en menos de un minuto en pista. Jugó tres temporadas en el equipo, promediando en la última de ellas 7,2 puntos y 1,7 rebotes por partido.
En julio de 2016 fichó por el ICL Manresa de la liga ACB.
En la temporada 2017-18, jugaría en el KK Mega Bemax de la liga serbia de baloncesto y acabaría la temporada en el KK Lovćen.
En la temporada 2018-19, regresa a España para jugar en el Chocolates Trapa Palencia de la Liga LEB Oro.
En la temporada 2021-22, firma por el SC Itzehoe Eagles de la PRO B, la tercera categoría del baloncesto alemán.
El 17 de marzo de 2023, firma por el CB Almansa de la Liga LEB Oro.
El 2 de agosto de 2023, firma por el Baloncesto Fuenlabrada de la Liga LEB Oro.
El 11 de septiembre de 2024, firma temporalmente por el Breogán Lugo de la Liga ACB para cubrir la baja de Erik Quintela. El 11 de octubre causa baja. 
El 2 de diciembre de 2024, firma por el San Sebastián Gipuzkoa Basket Club de la Liga LEB Oro, en el que jugaría hasta el mes de marzo de 2025.